# Gapende hoogten
Gapende hoogten (Russisch: Зияющие Высоты, Ziyayushchiye Vysoty) is het eerste door Sovjet-filosoof Aleksandr Zinovjev gepubliceerde boek (1976). Het laat op een satirische wijze de tekortkomingen van het sovjetcommunisme zien. Het boek wordt wel vergeleken met de werken  van Jonathan Swift en Lewis Carroll.
Iedereen in Gapende Hoogten heet officieel Iban Ibanovich Ibanov. Aan afzonderlijke personen wordt gerefereerd door een beschrijvende naam, bijvoorbeeld Kandidaat, Klodderaar of Lasteraar. De gebeurtenissen spelen zich af in stad of land Ibansk.

## Experiment
Een wetenschappelijk experiment kent vooraf (ex ante) in een open omgeving (bijvoorbeeld) twee mogelijke resultaten: A of -A. Achteraf (ex post) is A waar of is -A waar.
In een gesloten omgeving is dit anders. Vooraf is A waar of is -A waar. Achteraf is alles in orde wanneer A waar blijkt. Maar blijkt -A waar dan wordt dit niet geaccepteerd. De uitvoerders worden gezien als saboteurs en opgesloten in gevangenissen of kampen. In feite is daardoor vooraf A al waar en dient het experiment hoogstens om uitvoerders te ontmaskeren. Dit laatste was wat vaak plaatsvond in de Sovjet-Unie en leende zich voor bijtende satire.

## Satire
Als logicus was Zinovjev in staat veel kenmerken van het sovjetcommunisme te reduceren tot wat hij noemt ‘wetenschappelijke wetten’.  De tekst wordt daardoor gevuld met paradoxen en logische wendingen zoals in Catch-22. Het boek begint met een voorwoord waarin wordt gesteld dat van dit boek, als aangekondigd experiment, het resultaat  al vooraf vastligt, omdat degenen die het afwijzen, door hun afwijzing juist laten zien dat de door het experiment verdedigde theorie juist is. Tegen degenen die het afwijzen kunnen daarna de juiste maatregelen worden genomen.
Of, iemand schrijft een satire over Ibansk waarin de Broeders (de KGB) zijn huis doorzoeken en weet dat schrijven de aanleiding is voor de Broeders om zijn huis te doorzoeken.
Een andere satire zegt dat na verovering van de hele wereld Groot Ibansk, de leiders een andere natie ontdekken, Sub-Ibansk, waar men leeft van het rioolslib van Ibansk.
In werkelijkheid lijkt rond 1990 juist de overwinning van het Westen absoluut te zijn geweest. Oost-Duitsland verenigde zich met West-Duitsland, Estland, Letland en Litouwen werden onafhankelijk, het Oostblok werd ontmanteld, sommige staten werden lid van de Europese Unie. Maar voor de overwinnende staten leken nieuwe, andersoortige tegenstanders te ontstaan, zoals bijvoorbeeld Google en Microsoft.

## Titel
De titel van het boek is een woordspeling op een cliché van Sovjetpropaganda. Het beschrijft het communisme als de "Stralende Hoogten". De woorden “gapend” en “stralend” zijn in het Russisch bijna identiek, behalve de eerste letter: een Z in het geval van "gapen", en een S in het geval van "stralen".
Het “gapen” in de titel refereert niet aan een “gaap” maar eerder aan de “peilloze diepten”, zoals die door de schrijver in het systeem werden onderkend. Maar misschien kan de titel wel als een eerste satire op de propaganda worden beschouwd.

## Tekstfragment
DE NORMALITEIT VAN DE ONGERIJMDHEID EN DE ONGERIJMDHEID VAN DE NORM
Kijk eens hier, liet Lasteraar aan Klodderaar zijn boek zien dat in het Engels uitgegeven was. Kijk eens naar de prijs. Vermenigvuldig dat met de oplage. Een aardig bedrag? En de staat zit zo te springen om deviezen. Indertijd hadden ze het boek hier in het Engels kunnen uitgeven en het dan in het buitenland kunnen verkopen. Dat hele bedrag zou dan in onze handen gekomen zijn. Ze hebben het geweigerd. De collega's hebben het boek als van 'onvoldoende niveau' uitgeschift. Stel je voor van niet! Zouden ze het dan soms kunnen toestaan dat Lasteraars populariteit daar zou stijgen! En het was mogelijk dat hij nog een honorarium zou opstrijken ook; wat eveneens ontoelaatbaar was. Nou best, ze doen maar. Eén uitgeverij daarginds stelde aan een van onze organisaties voor een overeenkomst te sluiten waarbij ze dat boek zouden mogen publiceren. De staat zou dan deviezen hebben gekregen. Toegegeven, minder dan in het eerste geval, maar toch: de staat zou ze ontvangen hebben. En ook voor mij zou er wat afgevallen zijn. De organisatie wendde zich voor advies tot ons instituut. Mijn vrienden daar schreven een vernietigende recensie, en de transactie ging niet door. Maar het boek hebben ze toch uitgegeven. Alleen zal de staat er nu geen kopeke voor ontvangen. 